# Dendrophylax varius
Dendrophylax varius é uma espécie de orquídea, família Orchidaceae, que existe em Cuba e Haiti, onde cresce em áreas bastante úmidas e abafadas. Trata-se de planta epífita, monopodial, com caule insignificante e efêmeras folhas rudimentares, com inflorescências racemosas que brotam diretamente de um nódulo na base de suas raízes. As flores têm um longo nectário na parte de trás do labelo.

## Publicação e sinônimos
- Dendrophylax varius (J.F.Gmel.) Urb., Repert. Spec. Nov. Regni Veg. 15: 306 (1918).

Sinônimos homotípicos:
- Orchis varia J.F.Gmel., Syst. Nat.: 53 (1791).

Sinônimos heterotípicos:
- Limodorum flexuosum Willd., Sp. Pl. 4: 128 (1805).
- Dendrophylax hymenanthus Rchb.f. in W.G.Walpers, Ann. Bot. Syst. 6: 903 (1864).
- Aeranthes hymenantha (Rchb.f.) Griseb., Cat. Pl. Cub.: 264 (1866).
- Dendrophylax flexuosus (Willd.) Urb., Repert. Spec. Nov. Regni Veg. 15: 108 (1917).